# Барановський Христофор Антонович
Барано́вський Христофо́р Анто́нович (19 [31] грудня 1874, с. Немиринці, Огіївська волость, Бердичівський повіт, Київська губернія, Російська імперія — 7 травня 1941, Сан-Паулу, Бразилія) — відомий український громадський і державний діяч на Наддніпрянській Україні; кооператор і фінансист; член Української Центральної Ради (УЦР), Комітету УЦР, генеральний секретар фінансів.

## Життєпис
Народився в селянській родині в с. Немиринці (нині Ружинський район, Житомирська область, Україна).
Не маючи середньої освіти, завдяки своєму талантові фінансиста у двадцятидворічному віці став одним із лідерів українського кооперативного руху, очолив Дзензелівське ощадно-позичкове товариство. До Першої світової війни та в добу відродження Української держави: 1907 року заснував і десять років очолював «Союзбанк» (центральну українську установу дрібного кредиту в Києві), з 1917 року — голова управи «Українбанку» (Українського народного кооперативного банку), з 1919 року — голова ради Центрального українського кооперативного союзу — Централу.

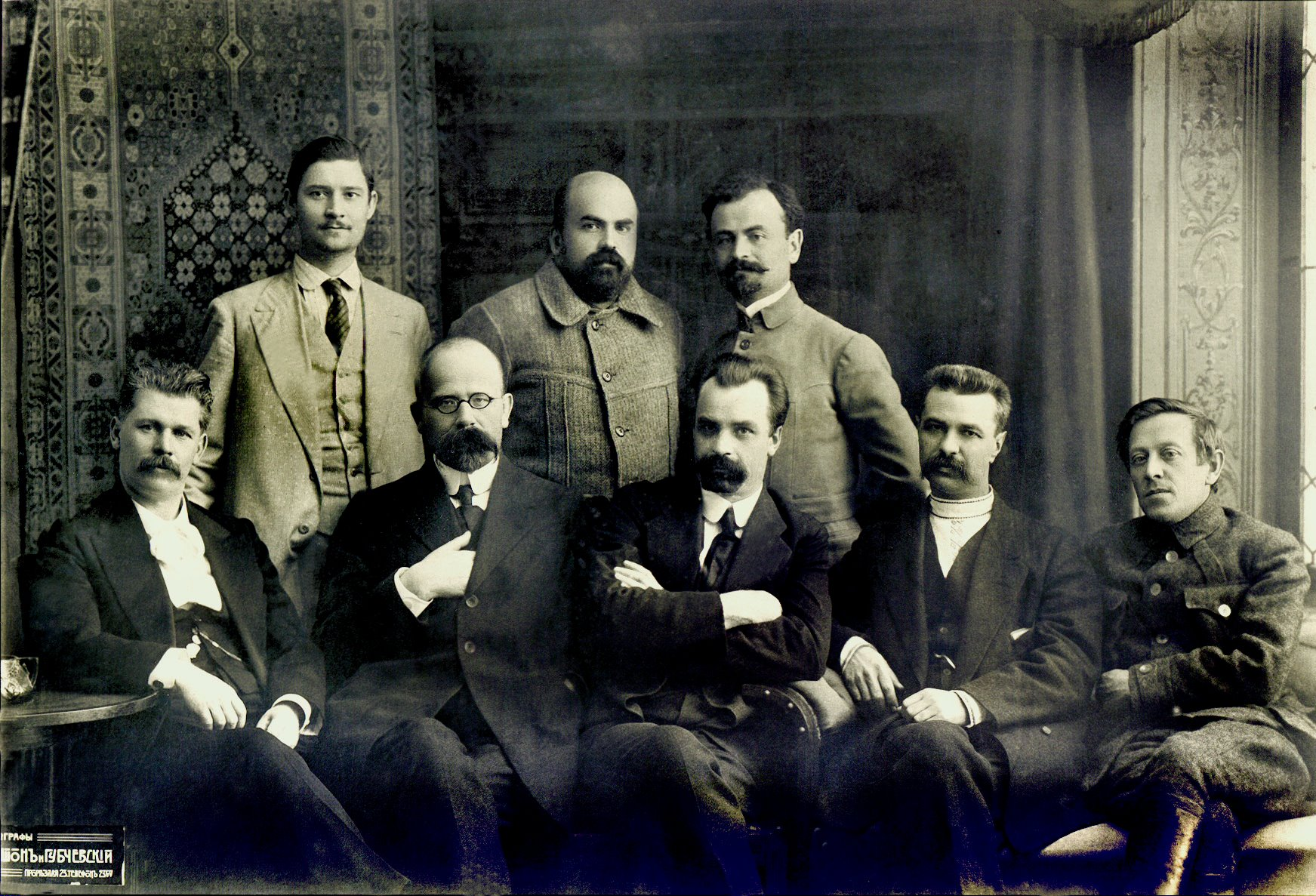
Перший Генеральний секретаріат Української Центральної Ради. 1917 р.
Стоять (зліва направо): Павло Христюк, Микола Стасюк, Борис Мартос
Сидять (зліва направо): Іван Стешенко, Христофор Барановський, Володимир Винниченко, Сергій Єфремов, Симон Петлюра

Протягом 14 років постійно проживав у Дзензелівці. 1911 року, разом із «Союзбанком», переїхав до Києва. Весь свій досвід як кооператора, банкіра, громадського і політичного діяча набув саме в Дзензелівці, невтомно працюючи на благо селян.
На Всеукраїнському національному конгресі обраний членом Української Центральної Ради від кооперативних організацій. На Перших Загальних зборах УЦР 8 квітня 1917 року обраний членом Комітету УЦР. Входив до складу Київського губернського виконкому Ради об'єднаних громадських організацій. У створеному 15 червня 1917 року Комітетом УЦР Генеральному Секретаріаті отримав портфель генерального секретаря фінансів (червень — серпень 2017 року).
29 червня 1917 року під час зустрічі Генерального Секретаріату із делегацією Тимчасового уряду Росії та обговорення питання про УЦР як крайову владу й проблеми її фінансування висловився проти паралельного оподаткування й збільшення оподаткування місцевого населення: «Ми повинні отримувати гроші не шляхом надбавки, а шляхом асигнувань по бюджету, затвердженому крайовим органом — Радою».
16 липня 1917 року Барановський був членом української делегації на переговорах із Тимчасовим урядом щодо підписання Статуту вищого управління Україною, влітку 1918 року — член української мирної делегації на переговорах із РСФРР та української комісії для укладання торговельних договорів із Центральними державами.
Протягом 1917—1918 років за редакцією Христофора Барановського в Києві видавалася кооперативна газета «Комашня». У 1919 році — директор «Українбанку», радник Центрального українського сільськогосподарського кооперативного союзу, Всеукраїнського кооперативного страхового союзу. У травні 1920 року — міністр фінансів УНР в уряді В'ячеслава Прокоповича.
Того ж року Барановський був змушений емігрувати за кордон. Недовго жив у Німеччині, потім переїхав до Бразилії. Очолював представництво всіх українських кооперативних союзів за кордоном, з 18 червня 1920 року — Загальноукраїнське товариство економістів. Автор низки праць, присвячених українській кооперації та фінансовій системі.
Останні роки життя провів у Південній Америці, у Сан-Паулу, де відчував духовне пригнічення через сумний фінал визвольних змагань та розгрому тієї будови відновленого державного життя України й української кооперації, яким він присвятив найкращі свої задуми та велику творчу працю.
Помер і похований у Сан-Паулу 1941 року.

## Сім'я
- Дружина — Февронія
- Сини — Юрій, Микола, Левко
- Доньки — Ольга, Олена, Лідія

## Вшанування пам'яті
- 27 липня 2013 року на Черкащині в селі Дзензелівка відкрили меморіальну дошку Христофорові Барановському.
- Провулок Христофора Барановського в місті Житомир.
- Кабінетом Міністрів України 28 лютого 2018 р. засновано в числі академічних стипендій імені державних діячів першого українського уряду для студентів та курсантів закладів вищої освіти державної форми власності, які здобувають вищу освіту за освітнім рівнем магістра стипендію імені Христофора Барановського (Фінанси, банківська справа та страхування).[2]